# 손근기
손근기(孫根氣, 1987년 11월 20일 ~ )는 대한민국의 바둑 기사이다.

## 약력
2003년 95회 일반인입단대회를 통해 입단하였고, 2009년 4단을 거쳐 2015년 8월에 5단으로 승단하였다. 2004년 제15기 비씨카드배 신인왕전 본선과 2005년 2005한국바둑리그 본선에 각각 진출했다. 2007년 2007한국바둑리그 본선과 2008년 제13기 박카스배 천원전 본선에 올랐다. 2018년 제33대 한국기원 프로기사 회장으로 선출되었다.